# الشاطر (فيلم)
فيلم الشاطر هو فيلم حركة مصري، ولكنه أحداث الفيلم تدور في هيئة فيلم كوميدي حول أحداث تورط وعصابات بطولة أمير كرارة وهنا الزاهد وإخراج احمد الجندي

## قصه الفيلم
تدور قصه الفيلم حول أدهم الشاطر الذي يعمل دوبلير في السينيما و يتورط مع احد العصابات و يخطفون أخاه عصفورة، و يحدث بينه وبين صبات مشاكل كبيرة حتى يلتقون بزعيم عصابة ويعرض عليهم العمل.

## طاقم التمثيل
أمير كرارة (أدهم الشاطر)
هنا الزاهد (كراميلا)
احمد عصام السيد (عصفورة)
عادل كرم (الأناضولي)
محمد القس (ماثيو)
أحمد مكي (زعيم العصابة)
خالد الصاوي (المعلم سمك)
شيرين رضا (شرين رضا)
معتز التوني (معتز التوني)
تميم يونس (نديم)
محمد عبد الرحمن (سواق التاكسي)
دهب أبو الدهب (الممثل الصعيدي)

## وصلات خارجية
- الشاطر على موقع IMDb (الإنجليزية)
- الشاطر على موقع قاعدة بيانات الأفلام العربية
- الشاطر على موقع قاعدة بيانات الفيلم (الإنجليزية)
- الشاطر على موقع ليتربوكسد (الإنجليزية)